# Кресерон
Кресерон (фр. Cresserons) насеље је и општина у северној Француској у региону Доња Нормандија, у департману Калвадос која припада префектури Кан.
По подацима из 2011. године у општини је живело 1207 становника, а густина насељености је износила 336,21 становника/km². Општина се простире на површини од 3,59 km². Налази се на средњој надморској висини од 30 метара (максималној 59 m, а минималној 17 m).

## Демографија
| 1962. | 1968. | 1975. | 1982. | 1990. | 1999. | 2011. |
| ----- | ----- | ----- | ----- | ----- | ----- | ----- |
| 381   | 393   | 435   | 785   | 953   | 1.202 | 1.207 |

График промене броја становника у току последњих година